# Karl Oftinger
Karl Oftinger (* 8. August 1909 in Bern; † 8. Juli 1977 in Zürich) war ein Schweizer Rechtswissenschafter.

## Leben
Oftinger begann 1928 das Studium der Rechte an der Universität Bern und promovierte dort auch 1932. Beruflich war er ab 1932 als Fürsprecher und ab 1934 als Rechtsanwalt in Zürich tätig.
Er habilitierte sich 1936 und wurde 1942 zum Extraordinarius, 1944 zum Ordinarius für Obligationenrecht, Versicherungsrecht, Zivilgesetzbuch und Einführung in die Rechtswissenschaft an der Universität Zürich ernannt. Bis 1974 war er in Zürich ordentlicher Professor und dann Honorarprofessor.
1939 bis 1973 gehörte Oftinger der Schweizerischen Juristen-Zeitung an.

## Schriften (Auswahl)
- Von der Eigentumsübertragung an Fahrnis. Bern 1933, OCLC 1075419049.
- Der Trödelvertrag. Prolegomena zu seiner Lehre. Zürich 1937, OCLC 491509449.
- Ausgewählte Schriften. Zürich 1978, ISBN 3-7255-1912-9.
- Vom Handwerkszeug des Juristen und von seiner Schriftstellerei. Mit einem Anhang über die Anfertigung von Hausarbeiten und Klausuren. Zürich 1979, ISBN 3-7255-1948-X.